# Procordulia
Genre
Procordulia est un genre de libellules de la famille des Corduliidae (sous-ordre des Anisoptères, ordre des Odonates).

## Liste d'espèces
Selon BioLib (13 décembre 2020) :
- Procordulia affinis (Selys, 1871)
- Procordulia arthemis Lieftinck, 1930
- Procordulia astridae Lieftinck, 1935
- Procordulia fusiformis Lieftinck, 1977
- Procordulia grayi (Selys, 1871)
- Procordulia irregularis Martin, 1907
- Procordulia jacksoniensis (Rambur, 1842)
- Procordulia karnyi Fraser, 1926
- Procordulia leopoldi Fraser, 1932
- Procordulia lompobatang van Tol, 1997
- Procordulia moroensis Lieftinck, 1977
- Procordulia papandayanensis van Tol, 1997
- Procordulia rantemario van Tol, 1997
- Procordulia sambawana (Förster, 1899)
- Procordulia smithii (White, 1846)
- Procordulia sylvia Lieftinck, 1935